# 五甲苯
五甲基苯是具有示性式C6H(CH3)5的有机芳香烃化合物。在常溫常壓下它是带有甜味的無色固体。它是一种相对容易氧化的苯衍生芳香烃。相對於标准氢电极，其氧化半電位为1.95V。 

## 合成與反应
它可在獲取於二甲苯行傅-克烷化反应來甲基化合成杜伦（1,2,4,5-四甲基苯或均四甲苯）時的次要产物。 像均四甲苯一样，五甲基苯电子密度高，故容易进行亲电取代。 实际上，它被用作碳正离子的吸收剂。 
五甲基苯亦被发现為由苯酚合成六甲苯的中间產物，也有實驗報告顯示均四甲苯或五甲苯是适合於烷基化合成六甲苯的起始反應物。